# Wallin-Åhlinska gymnasiet

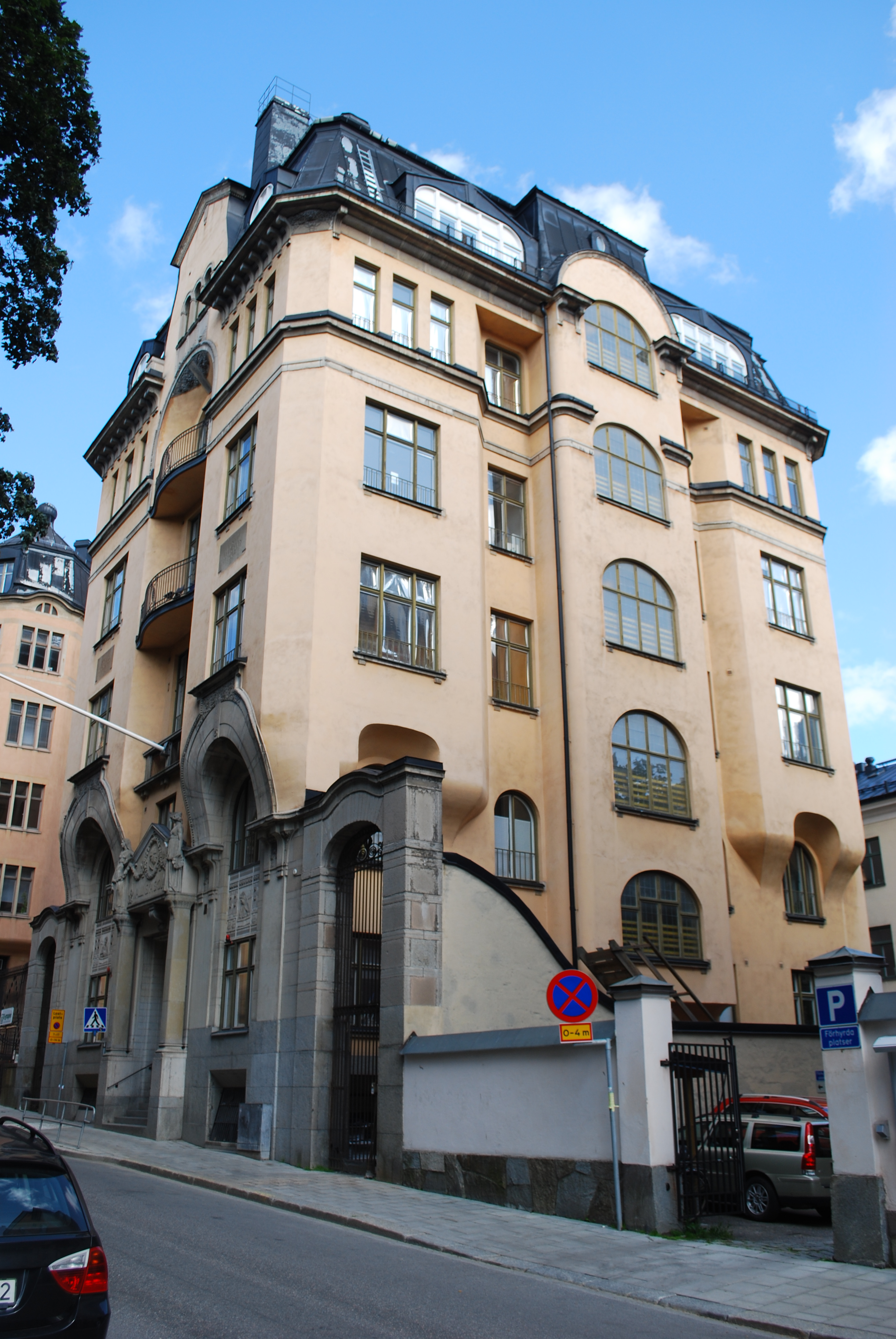
Skolhuset vid Tegnérlunden 5.

Wallin-Åhlinska gymnasiet var ett privat gymnasium i Stockholm. Byggnaden uppfördes 1906 efter arkitektfirman Hagström & Ekmans ritningar.
Gymnasiet bildades 1939 av gymnasiedelarna från Wallinska respektive Åhlinska skolorna då elementarskoledelarna kommunaliserades 1939. Gymnasiet, som erhöll stats- och kommununderstöd, var inhyst i Wallinska skolans byggnad på Tegnerlunden 5. 1970 kommunaliserades gymnasiet och sammanslogs med Stockholms samgymnasium. Det nya namnet för skolan blev Wallin-Åhlinska samgymnasiet. Skolan lades ned 1972 varefter lokalerna övertogs av Enskilda gymnasiet 1973. Studentexamen gavs från 1874 (Wallinska skolan) till 1968.